# Casa Pia Batlló
La Casa Pia Batlló (à ne pas confondre avec la célèbre Casa Batlló d'Antoni Gaudí) est un bâtiment de Barcelone, situé à l'angle de la Rambla de Catalunya et de la Gran Via de les Corts Catalanes. L'édifice est classé comme bien culturel d'intérêt local. Construite entre 1891 et 1896, selon le projet de l'architecte Josep Vilaseca, et malgré les mutilations subies au fil des années, elle est une œuvre très représentative de son auteur, qui l'a réalisée en un style éclectique très particulier, d'inspiration gothique.

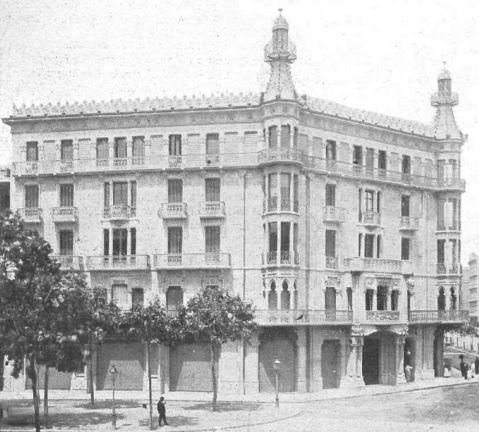
Le bâtiment en 1910

Le bâtiment se détache aussi par sa riche ornementation avec des représentations d'animaux fantastiques, comme des dragons, griffons et d'autres êtres mythologiques, ainsi que des motifs floraux.

## Histoire
Le bâtiment fut bâti par l'architecte Josep Vilaseca i Casanovas entre 1891 pour Pia Batlló i Batlló  et son mari Josep Bach i Escofet. Même si le premier projet de la maison date de 1891, le projet définitif est de 1892. L'édifice a été achevé en 1896.
Pendant la Guerre Civile l'étage principal et le premier étage furent confisqués par l'État Catalan, parti indépendantiste fondé quelques années auparavant par Francesc Macià. Le bâtiment accueillit, à partir de 1924, le célèbre établissement "El Oro del Rhin", un café où se produisait l'orchestre de Anselm Toldrà, que fréquentèrent des personnalités comme Federico García Lorca, Max Aub ou Margarita Xirgu. Le café ferma ses portes en 1969 et actuellement ce local est occupé par une succursale de La Caixa.